# Babe Russin
Irving "Babe" Russin (Pittsburgh, 18 juni 1911 - Los Angeles, 4 augustus 1984) was een Amerikaanse tenorsaxofonist in de swing.
Russin speelde bij de California Ramblers (1926) en in het orkest van Smith Ballew. In New York was hij actief bij de groepen van Red Nichols en Ben Pollock. Hij was stafmuzikant bij CBC, speelde een paar maanden bij Benny Goodman (1937/1938), werkte bij Tommy Dorsey (1939) en leidde, begin jaren veertig, een eigen groep. In de periode 1942-1944 was hij lid van de band van Jimmy Dorsey, daarna speelde hij in legerbands. Eind jaren veertig speelde hij opnieuw bij Goodman. In de jaren vijftig speelde hij rollen in speelfilms over het leven van Glenn Miller (1953) en Benny Goodman (1956). Hij speelde mee op opnames van onder meer Frank Sinatra, Mel Tormé en Billie Holiday en deed mee aan de soundtrack van "A Star is Born". In de jaren vijftig en erna was hij vooral actief als studiomuzikant, ook dook hij wel op bij reünies van de band van Goodman.
Russin is te horen op opnames van onder meer Eartha Kitt, George Van Eps, Dinah Washington, Lena Horne, Ella Fitzgerald, Sarah Vaughan, Billy Eckstine, Slim Gaillard, Lionel Hampton, Louis Armstrong, Johnnie Ray en Frankie Laine.   
Zijn zus was een professionele pianiste, zijn broer Jack Russin speelde piano bij Red Nichols.

## Discografie
- To Soothe the Savage, DOT Records, 1956